# Golden Eighties
Golden Eighties ist eine belgisch-französisch-schweizerische Filmkomödie aus dem Jahre 1986. Regie führte Chantal Akerman.

## Handlung
Der Film spielt sich in einem Einkaufszentrum in Belgien ab. Dort gibt es das Bekleidungsgeschäft „Elegance“, das von Herrn Schwartz und seiner Frau Jeanne betrieben wird, Lilis Friseursalon, eine Bar und ein Kino.
Am Anfang des Filmes liest die Barkeeperin den Brief ihres Verlobten aus Kanada vor, der von dem Land schwärmt, dort allerdings keine Arbeit findet. Der Sohn des Ehepaars Schwartz, Robert, verliebt sich in Lili, möchte aber die Beziehung zunächst verheimlichen, aber er kann dem Tratsch der anderen Friseurinnen nicht entgehen. Er verabredet sich für den Abend mit Lili, die kurz ihm kurz darauf jedoch wieder absagt. Denn Lili hat eine Affäre mit dem verheirateten Herr Jean, dem Eigentümer des Einkaufszentrums. Während er sie liebt und meint, alles für sie tun zu wollen, gibt sie ihm weniger Zuneigung als er sich wünscht. Als er behauptet, den Friseursalon zu schließen, gibt Lili nach, abends mit ihm ins Restaurant zu gehen. Mado, eine der Mitarbeiterinnen in Lilis Friseursalon, ist unglücklich in Robert verliebt. Dessen Vater ist will ihm Lili ausreden und rät ihm zu heiraten. Anstelle von Lilis Salon möchte er seinen Laden vergrößern und träumt von einer zunehmenden Expansion. Daraufhin verlobt sich Robert mit Mado. Diese ist überglücklich; Roberts Vater dagegen weniger. Zum Ladenschluss treffen Robert und Lili aufeinander und küssen einander in einer der Umkleidekabinen des Bekleidungsgeschäfts. Mados beste Freundin, ebenfalls Friseurin, kehrt wegen einer vergessenen Handtasche zurück und entdeckt die beiden.
Zur selben Zeit kommt der Amerikaner Eli zu Besuch, der sich im Friseursalon rasieren lässt, da sein elektrischer Rasierapparat nicht mit den belgischen Steckdosen kompatibel ist. Als er bei Jeanne vorbeischaut, merkt er, dass sie die Frau ist, in die er sich als Soldat nach dem Ende des Zweiten Weltkriegs verliebt hatte. Er bemüht sich, sie erneut für sich zu gewinnen. Jeanne entwickelt ebenfalls romantische Gefühle für Eli, gesteht ihm aber, dass sie ihre Ehe nicht aufgeben möchte.
Mado vertraut sich Jeanne über ihre Entdeckung an. Diese erzählt ihrem Ehemann davon an der Bar. Eine der Kolleginnen von Mado bekommt davon mit und verbreitet die Neuigkeit. Vor Mado wird jedoch behauptet, Robert habe Lili zurückgewiesen. Herr Schwartz, Roberts Vater, erzählt wie nebenbei Herrn Jean davon. Dieser wird auf Robert eifersüchtig und verwüstet Lilis Friseursalon. Lili flieht aus dem Salon und hakt sich dem überraschten Eli unter, mit dem sie das Einkaufszentrum verlässt.
Drei Monate später hat Robert die Liegenschaft für sein eigenes Bekleidungsgeschäft übernommen und bereitet sich auf die Hochzeit mit Mado vor, die am nächsten Tag stattfinden wird. Während die Geschäfte weiterhin nicht gut laufen, hält er einen Monolog über harte Zeiten und notwendige andauernde Expansion, da bessere Zeiten kommen würden, schließlich müssten Frauen immer Kleider tragen. Kurz darauf, als Mado schon das Brautkleid trägt, kommt Lili zu Besuch und fragt Jeanne nach Robert.
Während sich Mado schon auf die Hochzeit mit Robert freut, bemerkt sie, dass Lili und er in einer Umkleidekabine zueinander intim werden. Die enttäuschte Mado wird von Jeanne und Herrn Schwartz getröstet. Dabei verlassen sie das Einkaufszentrum. Auf der Straße treffen die drei Eli, der in Begleitung seiner Frau flaniert. Sie stellen sich gegenseitig vor. Der Film endet, als Herr Schwartz die menschlichen Probleme des Verliebens mit den Schwierigkeiten beim Kauf eines Kleidungsstückes vergleicht.

## Wissenswertes
Die das Geschehen kommentierenden Gesangseinlagen der Chöre und Protagonisten dienen als Verfremdungseffekt.

## Kritik
„‚Golden Eighties‘ von Chantal Akerman ist ein melancholisches Musical. Während der Film mit der Ästhetik der 80er Jahre spielt, scheinen die Handlungsstränge rund um die Liebe universeller zu sein. Für Jeanne Schwartz, die von Delphine Seyrig gespielte Protagonistin, sind sie sogar außergewöhnlich. Als Jeanne ihre Jugendliebe in Person eines Amerikaners wiedertrifft, erinnert sie sich auch an ihre Vergangenheit im Konzentrationslager.“